# Organizace pro bezpečnost a spolupráci v Evropě
Organizace pro bezpečnost a spolupráci v Evropě (OBSE; anglicky Organization for Security and Cooperation in Europe, OSCE) je mezinárodní bezpečnostní organizace vzniklá roku 1995 transformací Konference o bezpečnosti a spolupráci v Evropě (KBSE, též Helsinská konference). OBSE sdružuje převážně evropské státy. Členem je 57 států, kromě států v Evropě a při Středozemním moři také státy zakavkazské, středoasijské a USA s Kanadou.

## Organizace

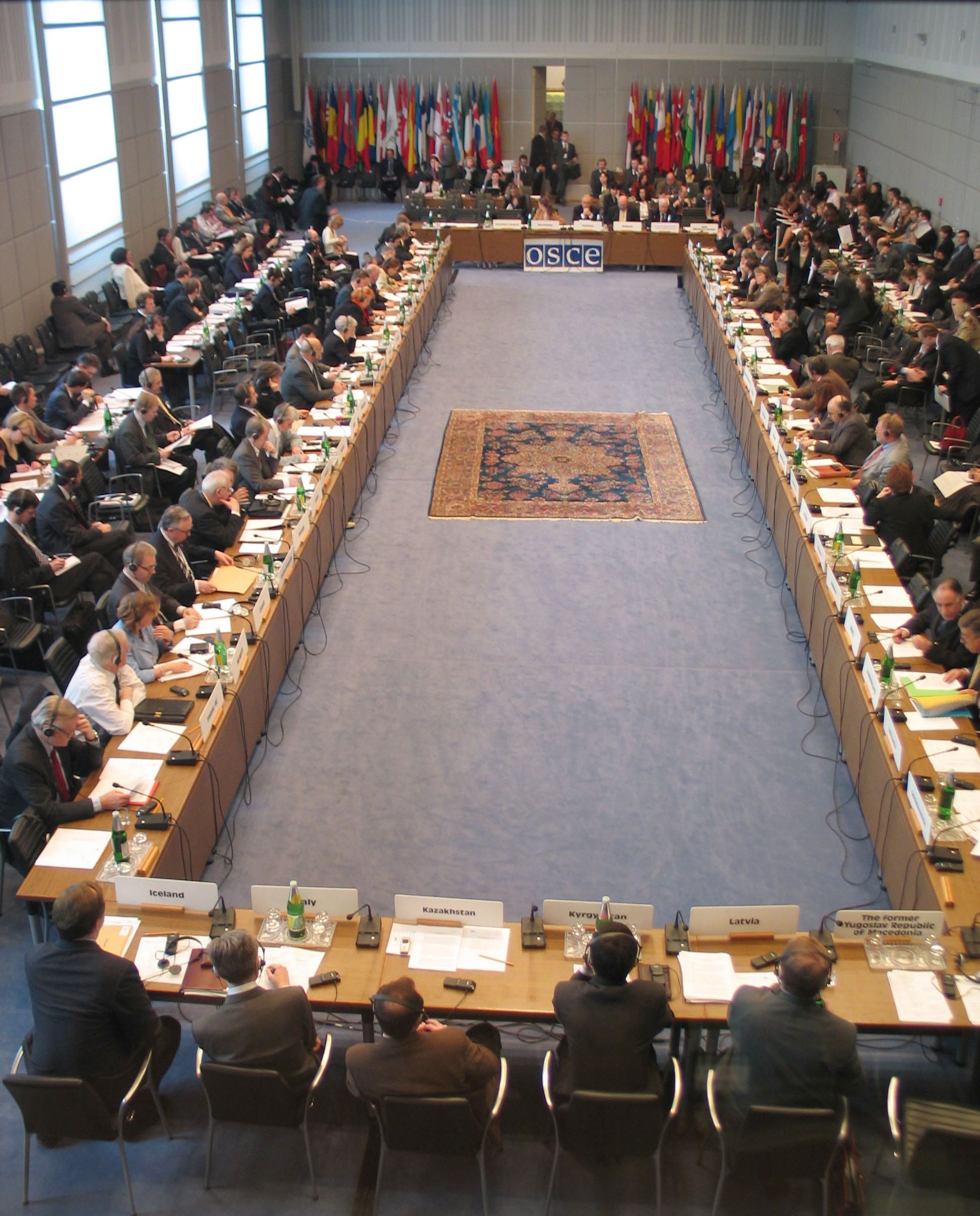
Zasedání Stálé rady OBSE

### Orgány
- Následná schůze: nejvyšší orgán; shromáždění nejvyšších představitelů států (nepravidelné)
- Summit
- Ministerská rada
- Vysoká rada; ekonomické fórum (jednou ročně)
- Stálá rada
- Fórum pro bezpečnostní spolupráci

### Instituce
- Výkonný předseda: řídí OBSE v době, kdy nezasedá Následná schůze nebo Summit; pochází vždy z předsednické země
- Generální tajemník (sídlo ve Vídni); Sekretariát (sídlo ve Vídni)
- Úřad pro demokratické instituce a lidská práva (sídlo ve Varšavě)
- Vysoký komisař pro národnostní menšiny (sídlo v Haagu)
- OBSE uskutečňuje mise v krizových oblastech Evropy (Bosna a Hercegovina, Makedonie, Kosovo, Chorvatsko, Gruzie) s cílem pokoušet se o nastolení demokratických systémů

## Konference o bezpečnosti a spolupráci v Evropě
Konference o bezpečnosti a spolupráci (KBSE) v Evropě byla tvořena systémem mezinárodních jednání a smluv, které měly za cíl zajistit mír a prohloubit spolupráci mezi evropskými státy. Roku 1966 státy Varšavské smlouvy iniciovaly úsilí o svolání KBSE. První ze série jednání byla přípravná konference v Helsinkách v listopadu 1972, které se účastnili diplomatičtí zastupitelé. Následná konference ministrů zahraničních věcí v Helsinkách byla uskutečněna v červenci 1973 a odstartovala vlastní proces jednání, byla stanovena pevná pravidla pro proces KBSE. Od září 1973 do června 1975 následovala konference expertů v Ženevě.
V období do července 1975 probíhala jednání o podobě Závěrečného aktu Konference o bezpečnosti a spolupráci v Evropě. Tento dokument byl 1. srpna 1975 v Helsinkách podepsán nejvyššími představiteli 33 evropských států, Kanady a USA, čímž skončila nejdůležitější fáze procesu KBSE.
Závěrečný akt KBSE byl složen z pěti částí:
- otázky bezpečnosti v Evropě
- spolupráce v oblasti ekonomiky, vědy a techniky
- bezpečnost a spolupráce států při Středozemním moři
- spolupráce v oblasti humanitární ad.
- pokračování procesu KBSE, vč. dohody o uskutečnění Bělehradské schůzky účastníků KBSE v roce 1977

Proces KBSE pokračoval následnými schůzkami v Bělehradě (4. října 1977 – 8. března 1978), v Madridu (11. listopadu 1980 – 9. září 1983) a ve Vídni (4. listopadu 1986 – 19. ledna 1989).
Celý systém konferencí KBSE a výsledek procesu jednání znamenal posílení stability v Evropě rozdělené geopoliticky na západní a východní blok, KBSE jako taková znamenala významný mezník ve vývoji studené války, a to nejen v Evropě a ve Středozemním moři. Vliv KBSE zasáhl i do vnitropolitické situace zúčastněných států, v Československu byla produktem odezvy KBSE např. Charta 77. V této souvislosti je nutno zmínit (a vyzdvihnout tak jejich význam) množství jednotlivců i nevládních organizací, kteří si vytkli za cíl sledovat dodržování Helsinských dohod v jednotlivých signatářských zemích, nezřídka za cenu vysokých osobních obětí, viz např. Český helsinský výbor.
V souvislosti s kolapsem komunistických režimů ve státech východního bloku byla patrná potřeba změn i v rámci KBSE. Dne 21. listopadu 1990 byla podepsána pařížská smlouva, která započala s proměnou KBSE, ta byla ukončena dne 1. ledna 1995 transformací KBSE na Organizaci pro bezpečnost a spolupráci v Evropě (OBSE).

### Česká republika v OBSE
Česká republika je – stejně jako další členské státy – zastoupena v Parlamentním shromáždění OBSE poslanci a senátory Parlamentu ČR. Současným vedoucím české delegace je poslanec Jan Bauer (ODS).

### Americká Komise pro bezpečnost a spolupráci v Evropě
Známá také jako U.S. Helsinki Commission je nezávislá agentura Federální vlády USA. Jejími členy je devět senátorů, devět členů Sněmovny reprezentantů a po jednom členu z ministerstev Zahraničí, Obrany a Obchodu. Komise sleduje dodržování Helsinských dohod v 57 zemích a dbá o zvyšování mezinárodní bezpečnosti podporou dodržování lidských práv a demokracie a vzájemnou spoluprací v oblasti obchodu, ochrany životního prostředí a vojenské obrany.

## Zúčastněné státy OBSE
- Albánie
- Andorra
- Arménie
- Ázerbájdžán
- Belgie
- Bělorusko
- Bosna a Hercegovina
- Bulharsko
- Česko
- Černá Hora
- Dánsko
- Estonsko
- Finsko
- Francie
- Gruzie
- Chorvatsko
- Irsko
- Island
- Itálie
- Kanada
- Kazachstán
- Kyrgyzstán
- Kypr
- Lichtenštejnsko
- Litva
- Lotyšsko
- Lucembursko
- Maďarsko
- Malta
- Moldavsko
- Monako
- Mongolsko
- Německo
- Nizozemsko
- Norsko
- Polsko
- Portugalsko
- Rakousko
- Rumunsko
- Rusko
- Řecko
- San Marino
- Severní Makedonie
- Slovensko
- Slovinsko
- Srbsko
- Španělsko
- Švédsko
- Švýcarsko
- Tádžikistán
- Turecko
- Turkmenistán
- Spojené království
- USA
- Ukrajina
- Uzbekistán
- Vatikán